# Rolls-Royce 10 HP
De Rolls-Royce 10 HP was Rolls-Royces eerste auto. Hij werd in 1904 geïntroduceerd bij de oprichting van de onderneming. Het model werd samen met het 15-, 20- en 30 HP model voorgesteld op het autosalon van Parijs.

## 10 HP
De 10 HP leek sterk op de 2000 cc tweecilinder auto die Sir Henry Royce in 1903 had gebouwd en verkocht als Royce. In tegenstelling tot die auto, die een vlak radiatorrooster had, had de 10 HP reeds dat met de kenmerkende driehoekige bovenkant. Het was een kleine auto met een wielbasis van 1,9 m.
Die 10 HP had een watergekoelde 1995 cc I2 lijnmotor met bovenliggende inlaatkleppen en zijliggende uitlaatkleppen. De motor was gebaseerd op die van de eerdere Royce maar had een verbeterde krukas. Hij produceerde 12 pk bij 1000 RPM. De topsnelheid lag op 63 km/u.
Oorspronkelijk wilde men twintig exemplaren van deze 10 HP produceren maar het bleef uiteindelijk bij zestien stuks. Men was van mening dat een tweecilinder motor niet paste bij het merk. Het laatste exemplaar werd in 1906 gebouwd. De auto werd aan de klanten geleverd zonder koetswerk. Die kregen het chassis en moesten zelf een koetswerk laten installeren. Daarvoor werd Barker aanbevolen. Nieuw kostte het model vroeger £395 (€580). Vandaag is een 10 HP zo'n £250.000 (€367.647) waard.
Twee exemplaren bestaan nog. Eén, het eerst gebouwde exemplaar, staat tentoongesteld in het Manchester Museum of Science and Industry. Het tweede, het derde gebouwde exemplaar, is eigendom van Bentley.

## 15 HP
De Rolls-Royce 15 HP was gelijk aan de 10 HP maar had een driecilinder lijnmotor. Zes exemplaren werden geproduceerd.

## 20 HP
Tevens gelijk aan de 10 HP, had de Rolls-Royce 20 HP een viercilinder lijnmotor. Van dit model werden 37 stuks gebouwd.

## 30 HP
Eveneens gelijk maar met een zescilinder lijnmotor. Veertig Rolls-Royce 30 HP 's werden gemaakt, aangevuld met drie achtcilinder Rolls-Royce Legalimit 's met V8-motor.